# Erasmus Carsten Bahnson

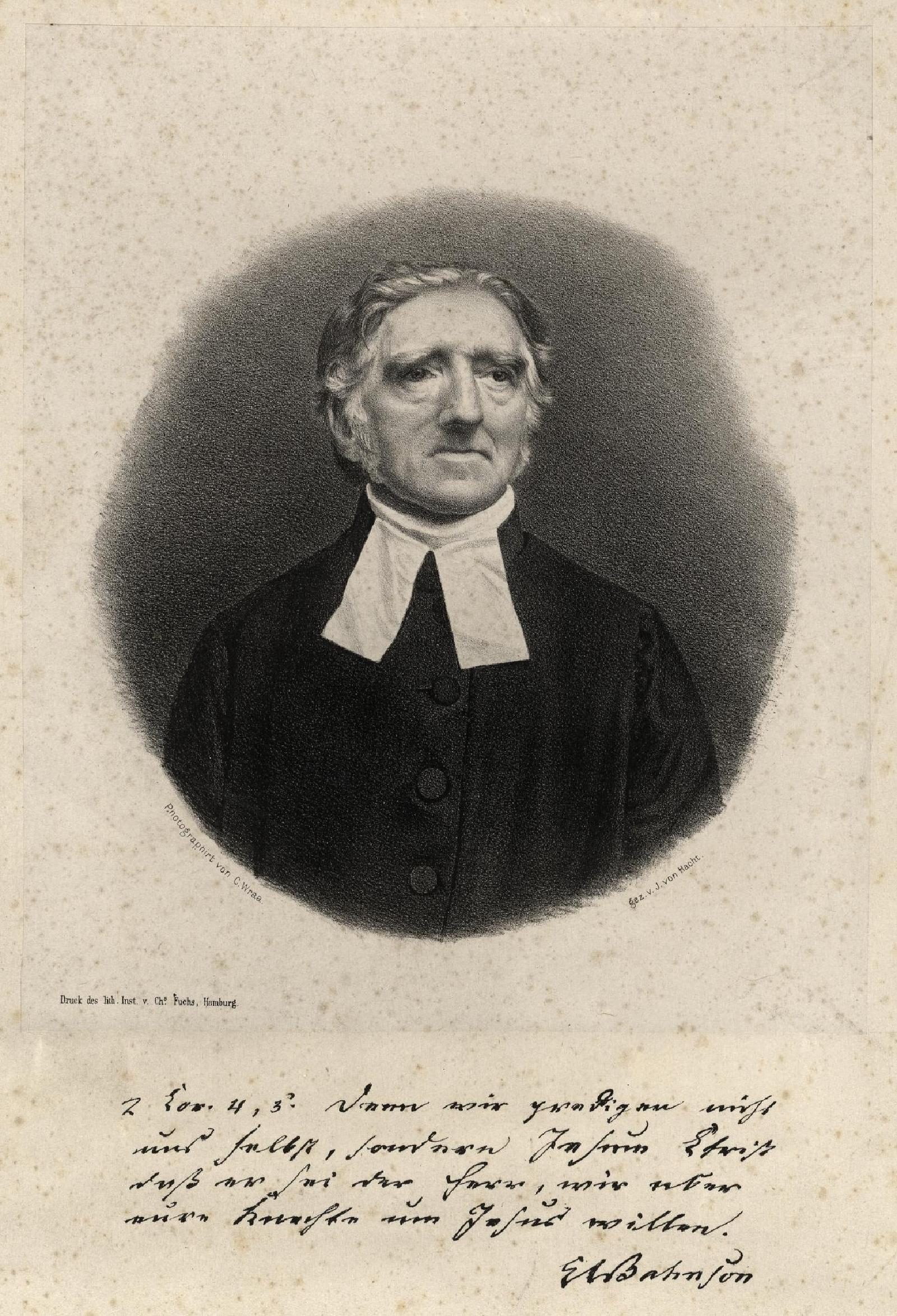
Erasmus Carsten Bahnson (um 1860), Lithographie nach einer Fotografie von Christian Wraa mit handschriftlicher Eintragung von und Unterschrift Bahnsons

Erasmus Carsten Bahnson, ursprünglich mit Patronym Erasmus Carstens Bahnson (* 27. Oktober 1794 in Curau; † 24. September 1878 in Oldesloe) war ein schleswig-holsteinischer evangelisch-lutherischer Geistlicher und Abgeordneter der Schleswig-Holsteinischen Landesversammlung.

## Leben
Erasmus Carstens Bahnson war das sechste von sieben Kindern des Pastors Christian (Carsten) Bahnsen/Bahnson (1750–1810) und dessen Frau Christina, geb. Viborg (1755–1819). Ab Michaelis 1814 studierte er Evangelische Theologie an der Universität Kiel. Bei seinem Amtsexamen in Gottorf 1819 erhielt er die selten vergebene Bestnote (1. Charakter).
Im Juni 1822 wurde er Pastor in Welt (Eiderstedt). 1829 wechselte er nach Sülfeld, und ab 1842 war er (Haupt-)Pastor an der Peter-Paul-Kirche in Bad Oldesloe. Hier wirkte er bis an sein Lebensende. Von 1844 bis 1849 war er Examinator im theologischen Examens-Collegium. Bahnson war geprägt von der Theologie und dem Wirken von Claus Harms, der ihn mehrfach als lobendes Beispiel erwähnte. Er war in zahlreichen kirchlichen Vereinen der Inneren Mission tätig. 
Bei der Wahl zur konstituierenden Schleswig-Holsteinischen Landesversammlung im Juli 1848 wurde Bahnson im 17. Holsteinischen Wahldistrikt (Oldesloe) gemeinsam mit Justizrat Wiedemann gewählt. Schon Anfang November 1848 schied er aus. Sein Nachfolger wurde bei der Nachwahl am 22. November 1848 Amtmann Jacobsen.
Bahnson heiratete 1822 Sophie Caroline Adolphine, geb. Schultz (1798–1856), eine Tochter des Obergerichtsadvokaten Samuel Friedrich Theodor Schultz und dessen Frau Christine Wilhelmine Henriette, geb. Koster. Das Paar hatte fünf Kinder; außerdem wuchs sein Neffe Wilhelm Bahnson in ihrem Haushalt auf.
Als er 1878 im Alter von 84 Jahren starb, war er „der ehrwürdige Senior der holsteinischen Geistlichen“.

## Werke
- Was der Herr mit uns redet in der diesjährigen Erndte. Predigt am Erntefest über Hos. 3, 22 u. 23. In: Brodersens Sammlung von 30 Predigten von 30 Predigern Schleswig-Holsteins. Itzehoe 1842, S. 357–370.

## Auszeichnungen
- Dannebrogorden, Ritter (28. Juni 1840)[4]